# Alicia Castro Rivera
Alicia Castro Rivera (31 de enero de 1948), es una exmagistrada uruguaya, quien se desempeñó como ministra del Tribunal de lo Contencioso Administrativo entre 2015 y 2018.

## Trayectoria
Cursó estudios en la Facultad de Derecho de la Universidad de la República, donde se graduó como abogada en 1974. Se desempeñó como secretaria en el decanato de dicha Facultad de Derecho a partir de 1974.
En noviembre de 1989 inició su carrera judicial al ser designada Jueza Letrada de Maldonado de Sexto Turno. En julio de 1993 ascendió a cumplir funciones como Jueza Letrada en Montevideo, inicialmente como Jueza Letrada Suplente. En diciembre de 1993 fue nombrada Jueza Letrada en lo Contencioso Administrativo de Segundo Turno. En junio de 1997 pasó a desempeñarse como Jueza Letrada en lo Civil de Segundo Turno.
En diciembre de 2002 recibió un nuevo ascenso al ser nombrada integrante del Tribunal de Apelaciones en lo Civil de Primer Turno. Permaneció en dicho tribunal durante casi trece años.
El 2 de setiembre de 2015 la Asamblea General la eligió, por 100 votos, como ministra del Tribunal de lo Contencioso Administrativo, para cubrir la vacante generada por el retiro de Ricardo Harriague.
Integró el TCA durante algo más de dos años, cesando en su cargo en enero de 2018 al cumplir los 70 años, edad establecida como límite para integrar el Tribunal de lo Contencioso Administrativo según el artículo 308 de la Constitución, que se remite en cuanto a las condiciones para ocupar dicho cargo a las previstas para los miembros de la Suprema Corte de Justicia.
La vacante que dejó al retirarse fue cubierta en abril de 2018 por la Asamblea General con el ingreso de William Corujo. 

## Otras actividades
Ejerció la docencia en materia de Filosofía del Derecho y Derecho y Género, y es autora de distintas obras sobre distintos temas jurídicos. Es asimismo académica de número de la Academia Nacional de Derecho del Uruguay.